# Palazzo di Giustizia (Alessandria)
Il Palazzo di Giustizia di Alessandria è situato in corso Crimea 81.

## Storia
Nel 1929 il Comune di Alessandria decise di adoperarsi a risolvere la dispersione delle guarnigioni militari nelle numerose caserme della città, promuovendo la realizzazione di un nuovo palazzo che sarebbe andato a ospitare il Comando di Corpo d'armata. Nel 1932 viene raggiunto un accordo con il Ministero della guerra circa la ripartizione delle spese, che ammontavano a otto milioni in totale, e l'impegno ad utilizzare mano d'opera locale. Dopo anni di dibattiti, è selezionata come area edificabile l'ex sede della stazione delle tranvie a vapore di corso Crimea, di proprietà di Giuseppe Borsalino, che è acquistata dal Comune per 650 000 lire dal Comune.
I lavori, affidati alla ditta genovese Bastita e Sappia, iniziano il 28 ottobre 1939, su progetto dell'architetto Francesco Sappia, e terminano alla fine del 1940. Nel dopoguerra l'edificio è destinato a sede del tribunale di Alessandria.

## Descrizione
La facciata principale si affaccia su corso Crimea, e presenta un monumentale ingresso a tre fornici; le facciate dei primi due piani sono rivestiti in travertino, mentre i piani superiori in laterizio a vista. L'edificio dispone di cinque piani, con una superficie coperta di circa 1 600 metri quadrati.

## Dislocazione uffici
- Corso Crimea 81 (sede Centrale)[3]
- Via Cardinal Massaia 2 (Cancelleria Esecuzioni Mobiliari, Cancelleria Lavoro, Ufficio Ausiliari)[3]

## Criticità
Il Palazzo presente diverse criticità, oltre a non presentare lo spazio sufficiente ad accogliere tutti gli uffici, è classificato come “a rischio collasso” in base ad una ordinanza del 2003, e non rispetta le norme antisismiche.